# Nebenstelle (Telefonanlage)
Als Nebenstellen werden bei Telefonanlagen von Unternehmen, Ämtern usw. die Telefonanschlüsse der einzelnen Mitarbeiter bezeichnet, bzw. die Telefonapparate in den einzelnen Räumen. Unter Mobile-Extension versteht man die Integration von Mobiltelefonen in eine Telekommunikationsanlage als vollwertige Nebenstelle.
Nebenstellen sind mittels Durchwahl-Telefonnummer zu erreichen, bzw. werden von der Telefonzentrale vermittelt. Teilnehmer an Nebenstellen haben eine Nebenstellennummer (extension number), bei Durchwahl von außen eine Durchwahlnummer.
In Österreich bezeichnet man eine Nebenstelle bzw. die Durchwahl auch als Klappe. 
Als Nebenanschluss wird demgegenüber ein an einen Fernsprechanschluss gekoppelter zweiter Telefonanschluss ohne eigene Telefonnummer bezeichnet.